# Friedrich Krieger
Friedrich Krieger, seit 1871 Ritter von Krieger, (* 28. Juli 1843 in Zweibrücken; † 28. Juni 1907) war ein bayerischer Offizier und Inhaber des Militär-Max-Joseph-Ordens.

## Leben
Friedrich Krieger war der Sohn des Pfarrers und Kirchenrates Johann Peter Krieger und dessen Gattin Karoline Friederika Luisa, geborene Hoffmann.
Nach einem Studium am Polytechnikum trat er am 7. Juli 1866 als Konskribierter in das Infanterie-Leib-Regiment der Bayerischen Armee ein, wurde bereits am 12. Juli Unterlieutenant und für die Dauer des Krieges gegen Preußen 1866 zum 4. Infanterie-Regiment „vacant Gumppenberg“ abgestellt. Nach Kriegsende wurde er am 29. August 1866 mit allerhöchster Anerkennung für seine militärischen Verdienste entlassen und trat als einfacher Soldat (Gemeiner) seinen Dienst beim Infanterie-Leib-Regiment am 19. Februar 1867 an. Ab 1. März 1867 Korporal 2. Klasse, wurde Krieger am 24. Juni 1867 zum Unterlieutenant im Infanterie-Leib-Regiment befördert.
Er nahm am Deutsch-Französischen Krieg 1870/71 ohne Unterbrechung teil. In den Gefechten bei Orleans im Oktober 1870 bewies er bereits sein militärisches Können. Am 7. Dezember 1870 war er als Führer der 11. Kompanie des Infanterie-Leib-Regiments bei Lemons (Meung, rechtes Loire-Ufer) als Bedeckung der Batterie „Hutten“ eingesetzt. Den Ansturm überlegener französischer Kräfte auf die Artilleriestellung wies er zurück und ging nach eigenem Entschluss zum Gegenangriff über. Mit persönlicher Tapferkeit und Umsicht führte er seine Männer nach vorn, zwang den Feind zum Rückzug, nahm bei der Verfolgung zahlreiche Franzosen gefangen und eroberte eine feindliche Batterie. Wegen fehlender Transportmittel konnte er den Erfolg nicht weiter nutzen. Die Kompanie erlitt dabei „verhältnismäßig sehr geringe Verluste“. Für seine Verdienste vor Orleans wurde ihm das Eiserne Kreuz II. Klasse verliehen, dessen Trageberechtigung durch Allerhöchstes Signat vom 17. November 1870 bewilligt wurde. Gemäß Armeebefehl vom 2. Dezember 1870 erhielt er zudem das Ritterkreuz II. Klasse des Militärverdienstordens.
Mit seinem Schreiben vom 24. Mai 1871 legte er ein Gesuch um Aufnahme in den Militär-Max-Joseph-Orden vor. Unter dem Vorsitz des Generalleutnants und Kommandanten der 2. Division Joseph Maximilian von Maillinger entschied das am 4. Juni 1871 zusammengekommene Ordenskapitel in Grosbois einstimmig, dass Lieutenant Krieger nach Auswertung der beigebrachten Atteste und Zeugenaussagen für die Aufnahme in den Orden würdig sei. Mit Allerhöchstem Sigant vom 5. Juli 1871 sowie mit Armeebefehl vom 16. Juli 1871 wurde er wegen seines tapferen Verhaltens im Gefecht bei Lemons zum Ritter des Militär-Max-Joseph-Ordens ernannt. Damit verbunden war die Erhebung in den persönlichen Adel durch König Ludwig II. und er durfte sich nach Eintragung in die Adelsmatrikel Ritter von Krieger nennen.
Am 27. November 1876 wurde er zum Premierleutnant im 1. Infanterie-Regiment „König“ befördert. Am 9. Juli 1877 rettete er einen Buben vor dem Ertrinken, wofür ihm gemäß königlichem Signat vom 16. August 1877 die allerhöchste Anerkennung ausgesprochen wurde. Am 22. September 1893 wurde er Bataillonskommandeur des 10. Infanterie-Regiments.